# Halterofilia
La halterofilia o levantamiento de pesas olímpico es un deporte que consiste en el levantamiento del máximo peso posible en una barra en cuyos extremos se fijan discos encauchetados con ciertos pesos, que son los que determinan el peso final que se levanta. A esto se le suman los seguros o collarines y este conjunto se denomina palanqueta.
Existen dos modalidades de competición: arranque y dos tiempos o envión. En la primera de ellas se trata de levantar las pesas, de una vez y sin interrupción, desde el suelo hasta la total extensión de los brazos sobre la cabeza. En la segunda se ha de conseguir lo mismo, pero se hace una interrupción del movimiento cuando la barra se halla a la altura de los hombros.
Se desarrolló en Europa durante el siglo XIX, aunque tiene antecedentes en épocas anteriores. En 1905 se fundó la Federación Internacional de Halterofilia, que regula este deporte. 
La halterofilia formó parte de los deportes olímpicos en los Juegos Olímpicos de Atenas 1896 y en los de Saint Louis 1904. Aunque desapareció en 1908, se reincorporó en los juegos de Amberes 1920. La categoría femenina no entró en el programa hasta los Juegos Olímpicos de Sídney 2000.
Se le considera como el más genuino de los deportes de fuerza, pero además exige gran destreza y una actitud mental excepcional. El levantamiento de pesas o halterofilia implica un entrenamiento a fondo para lograr el desarrollo del atleta sobre la plataforma, al obligar a todos los músculos de su cuerpo a realizar una acción que supera ampliamente la suma de los recursos parciales del individuo.

## Historia del deporte

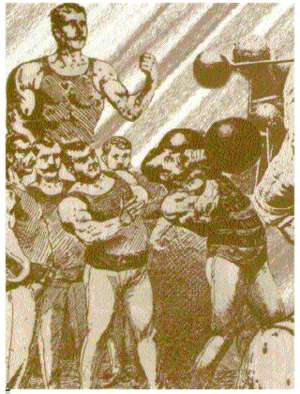
Primeras versiones de la halterofilia con barras de hierro con enormes bolas de metal en los extremos.

La halterofilia es probablemente uno de los deportes más antiguos. Podemos situar sus orígenes en torno al año 3600 a. C. en China, allí los emperadores practicaban ejercicios de fuerza. También en la dinastía Chow (1122 a. C.) los soldados, como requisito para formar parte del ejército, tenían que levantar una serie de pesos. Los antiguos griegos llevaban pesas en las manos al practicar el salto de longitud, en la creencia de que les permitían conseguir saltos más largos; de hecho, la palabra «haltero» es de origen griego y pertenece a la raíz del verbo «saltar» (en griego antiguo «hallomai», en latín «saltare»). La mayoría de los historiadores apuntan al luchador griego Milón de Crotona como el pionero del levantamiento de pesas. El siglo VI a. C. en Grecia fue conocido como la Época de Fuerza, el levantamiento de grandes piedras sentó las bases de la actual halterofilia. En el siglo XIX, principalmente en Europa Central, existía la costumbre de realizar exhibiciones de fuerza en tabernas, levantando una barra de hierro con enormes bolas de metal en los extremos. A finales de ese siglo, la halterofilia era una dedicación casi exclusiva de los profesionales del circo, como los hermanos Saxon. Más tarde comenzó a realizarse con carácter amateur, organizándose competiciones entre clubes.

Dimitrios Tofalos campeón olímpico de halterofilia en 1906 por Grecia y uno de los primeros exponentes de este deporte.

En la primera Olimpiada Moderna, celebrada en Atenas en 1896, la halterofilia fue incluida como deporte olímpico. Se destacó el inglés Launceston Elliot que levantó, con una sola mano, 71 kg. En París en 1900 no se celebró competición. En los Juegos Olímpicos de Sant Louis 1904, el griego Pericles Kakousis logró levantar 111,67 kg. Posteriormente se sucedieron ocho años sin levantamiento, y volvió a incluirse en Amberes en 1920. Los participantes ya se dividieron en categorías según su peso: pluma, ligero, medio, semipesado y pesado. En 1928 en Ámsterdam se instituyeron tres modalidades: arrancada, desarrollo y tiempo. Más tarde en Múnich 1972 se introdujeron nuevas categorías de peso: mosca y súperpesado. Actualmente se compite en dos modalidades: arrancada y dos tiempos. 
En 1987 se celebró el primer campeonato de halterofilia femenina y el Comité Olímpico Internacional aprobó en 1997 la participación de las mujeres en los Juegos Olímpicos. Las categorías de peso sufrieron un nuevo cambio. 
Actualmente se configuran de esta manera: ocho categorías masculinas y siete femeninas definidas por el peso corporal.
En 1905 se fundó en París la Federación Internacional, en la que se integraron inicialmente catorce países. A partir de esta fecha se empezaron a fundar Federaciones Nacionales. 
En 1920 se estableció la Federación Internacional de Halterofilia (del francés: 'Fédération internationale d'haltérophilie'), una organización amateur cuyo nombre oficial en la actualidad es International Weightlifting Federation (IWF), integrada por las federaciones amateurs de diversos países. Esta es la entidad encargada de controlar y regular todos los encuentros internacionales de levantamiento de pesas a nivel mundial. Además, entre sus atribuciones está la de homologar los récords. En los campeonatos mundiales, Juegos Olímpicos, campeonatos continentales y juegos regionales, así como en torneos internacionales, sólo podrán utilizarse las barras, los sistemas de luces para jueces, las básculas y los cronometradores aprobados por la IWF. Estas competiciones se organizan con base en dos movimientos individuales —arrancada y dos tiempos— y con las diez categorías de peso corporal.
En la década de 1980 los levantadores de la Unión Soviética dominaron las competiciones internacionales en la categoría de más de 110 kg, alcanzando y excediendo los 210 kg en arrancada y los 265 kg en la modalidad de dos tiempos, para un total de 465 kg. Hasta 1956 no se reconocieron las pruebas de levantamiento de pesas con una sola mano en competiciones internacionales.
Las relaciones de poder han sufrido cambios importantes en las últimas décadas. A principios de siglo, Austria, Alemania y Francia eran las naciones más exitosas; después fue Egipto y unos años más tarde Estados Unidos reinó. En la década de 1950 y las décadas siguientes, tres levantadores de pesas de la Unión Soviética desempeñaron el papel de protagonistas, con Bulgaria que se convertiría en su rival principal. Desde mediados de los años 1990, sin embargo, Turquía, Grecia y China se han catapultado a la cabeza. La potencia más reciente en el levantamiento de pesas, en la categoría masculina, es Grecia. En la categoría femenina, China ha sido dominante desde el principio, con otros países asiáticos emergentes como fuertes contendientes a los títulos de campeón. En la general, sin embargo, Europa es el continente más poderoso en las competiciones, de ambos sexos.  
Levantamiento de pesas hoy
La Federación Internacional de Halterofilia (IWF) cuenta hoy con 167 naciones afiliadas. Aproximadamente diez mil levantadores de pesas participan anualmente en las competiciones oficiales; sin embargo, es una herramienta indispensable para el desarrollo de resistencia para todos los deportes y miles de millones de personas en todo el mundo prefieren entrenamientos con las barras por el bien de su forma física. Las cifras de entrada de los campeonatos del mundo se han incrementado año tras año. El récord de participación se registró en el Campeonato Mundial de 1999 en Atenas, Grecia, con un total de 660 atletas de 88 países participantes.
Halterofilia en los Juegos Olímpicos
Desde 1896, el levantamiento de pesas aparece en 20 Juegos Olímpicos. En la edición vigésimo primera del deporte olímpico en Sídney, el programa por primera vez incluye a competidoras mujeres. El levantador de pesas olímpico más exitoso de todos los tiempos es el turco Naim Suleymanoglu, quien ganó tres títulos de campeón olímpico (1988, 1992 y 1996). El Húngaro Imre Földi es poseedor del récord de ser cinco veces medallista olímpico (1960, 1964, 1968, 1972 y 1976), mientras que el estadounidense Norbert Schemansky ganó medallas en cuatro Juegos: una de plata en 1948, de oro en 1952, de bronce en 1960 y 1964; y el griego Pyrros Dimas otras cuatro: oro en 1992, oro en 1996, oro en 2000 y bronce en 2004, configurándose como uno de los mejores atletas de todos los tiempos.

## Categoría de competición
La disciplina de levantamiento de pesas se divide en categoría femenina y masculina. Ambas se subdividen a su vez de acuerdo a la masa corporal de los atletas.  En verano de 2018 la IWF aprobó las categorías de peso actuales.
Categoría masculina:
Categorías IWF
- 55 kg (121 lb)
- 61 kg (134 lb)
- 67 kg (148 lb)
- 73 kg (161 lb)
- 81 kg (179 lb)
- 89 kg (196 lb)
- 96 kg (212 lb)
- 102 kg (225 lb)
- 109 kg (240 lb)
- 109 kg o más (240 lb+)

Categorías olímpicas
- 61 kg (134 lb)
- 67 kg (148 lb)
- 73 kg (161 lb)
- 81 kg (179 lb)
- 96 kg (212 lb)
- 109 kg (240 lb)
- 109 kg o más (240 lb+)

Categorías femeninas:
Categorías IWF
- 45 kg (99 lb)
- 49 kg (108 lb)
- 55 kg (121 lb)
- 59 kg (130 lb)
- 64 kg (141 lb)
- 71 kg (157 lb)
- 76 kg (168 lb)
- 81 kg (179 lb)
- 87 kg (192 lb)
- 87 kg o más (191 lb+)

Categorías olímpicas
- 49 kg (108 lb)
- 55 kg (121 lb)
- 59 kg (130 lb)
- 64 kg (141 lb)
- 76 kg (168 lb)
- 87 kg (192 lb)
- 87 kg o más (191 lb+)

En los Juegos Olímpicos o campeonatos internacionales, los competidores en la modalidad de arrancada suelen levantar de 41 a 68 kg por encima de su peso corporal y en la modalidad de dos tiempos, de 82 a 100 kg. El levantador que consiga levantar el mayor peso agregado en las dos modalidades gana la competición. Si dos o más competidores de la misma categoría levantan el mismo peso, se declara vencedor al que realice primero la marca (peso).

## Ejercicios de competiciones
La competición consta de dos modalidades: la arrancada y el levantamiento en dos tiempos. La suma de los pesos más levantados en cada prueba constituye la puntuación total. Por ejemplo, si un competidor levanta 80 kg en la prueba de arrancada y 120 kg en la prueba de levantamiento en dos tiempos, su puntuación total será de 200 kg. Después de cada levantamiento, el peso se debe incrementar en 2.5 kg como mínimo, excepto si se intenta establecer un récord mundial. En ese caso, el incremento de peso puede ser de 0.5 kg, si bien en el total sólo cuenta el múltiplo más cercano de 2.5 kg.

### Arrancada

Arranque.

Es el primer ejercicio de competición. Consiste en levantar la barra desde el suelo hasta por encima de la cabeza con una completa extensión de los brazos en una sentadilla, todo en un solo movimiento. Este ejercicio es el más técnico dentro el levantamiento de pesas.
La barra estará colocada horizontalmente delante de las piernas del levantador. Será agarrada, manos en pronación, y alzada en un solo movimiento desde la plataforma, el levantador deberá llevar la barra hasta la cintura, meter las muñecas, levantar los codos y estirar los brazos para lograr una completa extensión de ambos brazos verticalmente sobre la cabeza mientras se desplazan las piernas en tierra o se flexionan. La barra pasará con un movimiento continuo a lo largo del cuerpo, del cual ninguna parte, a excepción de los pies, puede tocar la tarima durante la ejecución del levantamiento.
La extensión (hacia atrás) de la muñeca no deberá efectuarse hasta que la barra haya sobrepasado la cabeza del levantador.
El levantador puede recuperarse utilizando el tiempo que necesite del split o squat y colocar los pies en la misma línea, paralelos al plano de su tronco y de la barra. El juez dará la señal tan pronto como el levantador esté totalmente inmóvil en todas las partes de su cuerpo. El peso levantado debe ser mantenido en la posición final de inmovilidad, permaneciendo los brazos y piernas extendidos. Los pies en la misma línea, paralelos al plano de su tronco y de la barra, hasta que el juez dé la señal de «tierra».
La señal de tierra debe ser audible y visible y debe estar colocada al lado del juez central (frente al levantador).

### Dos tiempos

Dos tiempos.

Este ejercicio consiste en levantar la barra desde el suelo hasta los hombros con una sentadilla. Posteriormente se recupera en posición de pie, para iniciar la segunda fase denominada jerk, realizando una flexión de las piernas empujando la barra por encima de la cabeza con una tijera al mismo tiempo, posteriormente se recupera colocando los pies en paralelo para poder descender la barra al suelo.
Hay dos fases diferentes en este movimiento: en la primera (clean o cargada), el competidor levanta la barra desde el suelo realizando un tirón y sentadilla para colocarse bajo la misma, los codos del levantador deben estar hacia arriba para soportar el peso. Luego se levanta erguido sujetando la barra a la altura de los hombros; en la segunda (jerk o envión), doblando mínimamente las rodillas, levanta la barra por encima de la cabeza, tomando impulso con las piernas y extendiendo los brazos por completo. El levantador debe mantener los pies en el mismo plano durante todo el proceso y extender en la segunda fase las piernas completamente.
Hay una variante de la modalidad de dos tiempos (push jerk) en la que está permitido colocar los pies en diferente plano y mantener las piernas flexionadas. La mayoría de los levantadores realizan el segundo movimiento flexionando un poco las piernas y las estiran de repente, provocando un efecto muelle, momento en el que bajan el cuerpo para colocarse debajo de la barra, completando así el levantamiento. Pero debido a que es más difícil este movimiento, la mayoría hace «jerk».

## Materiales
Para la práctica de halterofilia se requieren los siguientes accesorios específicos:
- Barra de acero: En la competición masculina, la barra pesa 20 kg y mide 2.2 metros de largo. En la femenina, la barra pesa 15 kg y mide 2.01 metros de largo. La barra masculina tiene un diámetro de 28 mm y la femenina de 25 mm. Para facilitar el agarre, toda la superficie de la barra está estriada, excepto en dos secciones lisas, que son las que rozan los muslos.
- Los discos de pesos: Cada peso, o disco, se diferencia por un color distinto. El rojo pesa 25 kg, el azul 20, el verde 10, el blanco 5, el negro 2.5 y el cromado 1.25. Durante un intento de establecer un récord, los levantadores también pueden utilizar discos cromados de 0.5, aunque antiguamente se podían usar los de 0.25 kg. Unos números a ambos lados de los discos indican el peso, y los discos más pesados siempre se colocan en el interior de la barra.
- Los collarines de sujeción de los discos, que pesan 2.5 kg cada uno.

## Indumentaria
El deportista de levantamiento de pesas requiere de un equipo especial con características técnicas, como son: 
- Los zapatos: que son fabricados en piel y con un tacón plano de ciertas medidas que le permiten tener una estabilidad al recibir la barra, y evitar lesiones en la espalda.
- La botarga o malliot: hecha de licra, la cual le permitirá la comodidad en los movimientos técnicos.
- Rodilleras: que servirán para prevenir una lesión o en unos casos como protección en las rodillas.
- El cinturón o faja: utilizada cuando existe una sobrecarga de trabajo en la espalda baja para evitar lesiones y protección de la zona lumbar, el pesista tiene como cualidad física el tener una gran fortaleza en la zona lumbar y abdominal.
- Muñequeras: para proteger las articulaciones de la muñeca.

- Jaladeras o Straps: Se utilizan más en las sesiones de entrenamiento, éstas sirven sobre todo, para que el pesista pueda mantener un buen agarre en ambas manos, es una cuerda de cuero o hilo que rodea la barra y se presiona con el metacarpo relegando la acción del antebrazo a la espalda, dejando de ser este un limitante.

- Polvo de magnesio: Utilizado y untado en las partes del cuerpo del pesista que generan algún tipo de fricción, principalmente en las manos y hombros, durante la competición, el magnesio es auxiliar en el proceso de levantamiento ya que evita que agentes como la generación del sudor corporal puedan suponer algún tipo de  problema a la hora del levantamiento olímpico.
- «Brea»: ayuda a evitar algún tipo de accidente en el momento de levantar evitando resbalarse en algún movimiento más comúnmente en el jerk